# 宮原正吾
宮原 正吾（みやはら しょうご、1916年（大正5年）7月11日 - 1977年（昭和52年）9月21日）は、日本の実業家。備前信用金庫理事長（現・備前日生信用金庫）。岡山県高梁市出身。

## 経歴
1916年（大正5年）岡山県に生まれる。1929年（昭和4年）に旧制高梁中学校（現・岡山県立高梁高等学校）へ進学した。1934年（昭和9年）同校を卒業して、第六高等学校文科乙類へ入学した。1937年（昭和12年）、同高校を卒業し、浪人した後、1938年（昭和13年）東北帝国大学法学部へ入学した。1941年（昭和16年）同大学を卒業し、就職した。その後、1974年（昭和49年）8月、備前信用金庫の第3代理事長に就任した。
1977年（昭和52年）9月21日、脳内出血のため死去。61歳没。1978年（昭和53年）2月、後任の理事長に星合積就が就任した。